# Lina Wasserburger
Karolina „Lina“ Wasserburger, Pseudonym L. W. Burger (* 9. September 1831 in St. Thomas am Blasenstein als Karoline Wösp; † 19. Jänner 1901 in Wien) war eine österreichische Schauspielerin und Schriftstellerin.

## Leben
Wasserburgers Vater war ein Kutscher, nach anderen Angaben ein Offizier und Finanzbeamter, aus Münzbach. Sie wurde in Wien von Ludwig Löwe im Schauspiel unterrichtet, verfolgte diese Karriere aber nach der Heirat 1858 mit dem Justizministerialbeamten Karl Wasserburger (1824–1892) nicht mehr.
Nach der Literatur bereits 1869, wohl aber erst 1870 wurde ihr Lustspiel Ein modernes Geheimniss im Wiener Vaudeville-Theater auf den Tuchlauben aufgeführt. Nach der Premiere des Stückes in Salzburg wurde die Unsittlichkeit des Werkes kritisiert.
Der Band Dichtungen (1878) versammelt das ländliche (Vers-)Epos Ein Wiegengeheimnis sowie das Drama Hilda, ihre späteren Veröffentlichungen gehören weitgehend der Epik an. Sie publizierte mehrfach im Deutschen Schulvereins-Kalender.

## Werke
- Ein modernes Geheimnis. Lustspiel. 1869.[7]
- Dichtungen. Konegen, Wien 1878. (Volltext in der Google-Buchsuche)
- Ein versenktes Eden. Romantische Erzählung aus Adelsberg. Konegen, Wien 1880.
- Die Lerche von Buchberg. Konegen, Wien 1887.[7]
- Die Aloeblüthe. Roman in 2 Bänden. Hartleben, Wien 1898.[8]
- Die fremde Frau. Eine Wiener Geschichte. 2 Bände. Hartleben, Wien 1898.[7]